# Agrias submicans
Agrias submicans är en fjärilsart som beskrevs av Le Moult 1926. Agrias submicans ingår i släktet Agrias och familjen praktfjärilar. Inga underarter finns listade i Catalogue of Life.